# 엘리자 스웬슨

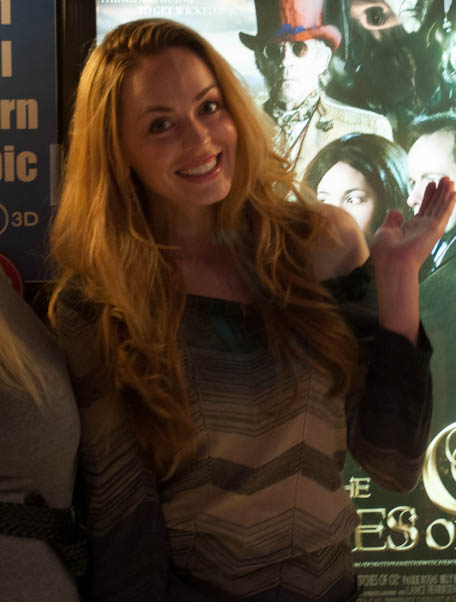

엘리자 스웬슨(Eliza Swenson, 1982년 7월 28일 ~ )은 미국의 배우, 영화배우, 작곡가, 음악가, 영화 감독, 각본가이다.

## 영화
- 섹스킬 (2014년) - 크리스타 역
- 페니 드레드풀 (2013년) - 페니 드레드풀 역
- 오즈의 마법사: 마법 원정대 (2011년)
- 오즈의 마법사: 그레이트 매직 (2011년)
- 슈퍼크록 (2007년)
- 트랜스모퍼 (2007년)
- 히치하이커 (2007년)
- 서태닉 (2006년)
- 드래곤 (2006년)
- 드라큐라의 저주 (2006년)
- 킹: 잃어버린 세계 (2005년)
- 비스트 오브 브레이 로드 (2005년)
- 프랑켄슈타인 리본 (2005년)